# Анемометар
Анемометар је мерни инструмент за мерење јачине ветра и брзину струјања ваздуха. Улога анемометра је мерење неколико или свих компонената вектора ветра. Идеални мерни давач (сензора) ветра би требало да реагује на најмањи поветарац и ветрове попут урагана, има линеарни излаз и тренутно реагује на турбулентне флуктуације. У стварности мерни давачи не могу да реагују на ветрове мале снаге, а ни да издржи јаке ветрове. Ветар је хоризонтално струјање ваздуха које настаје због неједнакости притиска у земљиној атмосфери. Одређен је брзином и смером. У метеорологији службена јединица за брзину ветра је м / с, док је смер одређен енглеским скраћеницама страна света (нпр . Е, СИ, ЈЗ). Мерење ветра врши се на висини од 10 метара изнад тла како би се избегли негативни утицаји од мешања ветра при самом тлу узроковани разним факторима. Брзина се изражава најчешће у km/h, м / с или чворовима (кт - енгл. кнот).

## Врсте анемометара

### Анемометар са лопатицама
Анемометар са лопатицама је најчешће употребљавана врста анемометра. Јефтинији су у односу на друге врсте анемометара и могу бити врло робусни. Састоје се од 3 или 4 лопатице које су смештене вертикално на хоризонталне носаче. Хоризонтални носачи смештени су на заједничку осовину која се окреће заједно са лопатицама. Осовина је спојена на електрични претварач који производи електрични излазни наизменични сигнал чији напон и/или фреквенција је пропорционална брзини ветра. Још један од начина мерења брзине ветра је преко оптичког претварача тако да се стварају импулс и сваки пут кад ротирајући круг прекине ваздуху светлости. У случају да се стварају импулси, средња брзина ветра израчуна се на основу познавања броја импулса у одређеном временском интервалу.
Неке својствене вредности везане уз ову врсту анемометра су тачност од ± 4%, резолуција 0,1 м / с, те мерни опсег 1-75 м / с Правац ветра се осим странама света може приказати и у облику степени (В = 270°, СВ = 225° итд). Може се одредити нпр потенциометром. Напон узбуде се доведе на потенциометар, а излазни сигнал је аналогни напон директно пропорционалан угао у азимута. Ови инструменти приказују угао од 0° до 360° с тачношћу од ± 5° и резолуцијом од 1°.

### Ултразвучни анемометар
'Ултразвучни анемометар' користи ултразвучне таласе за мерење брзине и смера ветра. Брзина ветра одређује се тако да се мери време које је потребно ултразвучном импулсу да прође пут између фиксног одашиљача и пријемника фиксног. Брзина ветра ће повећати или смањити брзину звука зависно о томе у ком правцу ветар дува. Одређује се компонента брзине ветра на том путу. Веома су прикладни за мерење турбуленција. Како немају покретне делове погодни су за дугорочну употребу у удаљеним аутоматизованим станицама и тамо где на тачност и поузданост традиционалних анемометара са лопатицама утиче слани ваздух или велике количине прашине. Неки од недостатака су им скупоћа и губитак сигнала за време јаке кише или снега.

### Ласер доплер анемометар
'Ласер доплер анемометар' служи за мерење смера и брзине флуида (ветра). Ови анемометри раде на начелу укрштања два зрака монохроматског, кохерентног светла из ласера. Ласерски зрак се најпре подели у два зрака једнаког интензитета. Затим су зраци усмерени у оптичка влакна која их доводе до оптике сонде. Жижна даљина сочиво сонде одређује величину и позицију на којему се укрштају та два зрака. Оптика се користи да би се два ласерска зрака довела у тачку за мерење где се оне укрштају. Мерни обим који настаје укрштањем та два зрака има облик елипсоида. Тамо где се зраци укрштају настају равнине високог интензитета светлости и између њих равнине ниског интензитета које су окомите на равнину ласерске зраке. Простор између равнина је одређен постављеним оптичким факторима, односно таласном дужином оптичког светла и углом између ваздуха.

### Анемометар са угрејаном жицом
Анемометар са угрејаном жицом мери брзину ветра тако да опажа одвођење топлоте због гибања ваздуха. Главни део ових сензора је угрејана жица којој се мења отпор због одвођења топлоте која је у зависности од брзине ветра којему је жица изложена. Жица се греје због проласка електричне струје. Ако се претпостави да је жица у температурној равнотежи са околином, тада је енергија потребна да би се угрејала жица једнака енергији која се губи због одвођења топлоте конвекцијом. Анемометри са угрејаном жицом због своје велике брзине одзива најчешће се користе за мерење турбулентних струјања. Такође се користе за мерење свих брзих промена флуктуација. Уместо угрејане жице често се користи и метални филм.
Код анемометара са угрејаном жицом, жица је причвршћена за 2 држача малих димензија како не би знатније утицали на брзину струјања на месту на којем је постављен анемометар. Жица је најчешће израђена од платине јер је добро отпорна на оксидацију и има добар температурни коефицијент (0,003 / °C). Димензије жице су 4-10 μм у пречнику и 1 мм у дужину. Због својих малих димензија су крхке и због тога погодне само за мерење струјања чистих плинова. За загађене гасове и флуиде користи се платинасти филм који је премазан на кварцну или керамичку подлогу.

### Питотов анемометар
'Питотов анемометар' служи за тачно мерење диференцијалног притиска, али и за мерење брзине струјања ваздуха и гасова. Овај анемометар служи пре свега за мерење врло високих брзина ваздуха.